# クリプトナイト
クリプトナイト（英: Kryptonite）は、DCコミックスの出版するアメリカン・コミックスに登場するスーパーヒーロー「スーパーマン」の弱点として知られる架空の物質。

## 概要
クリプトナイトはスーパーマンの故郷であるクリプトン星の崩壊時に生成された放射性同位体、または化合物である。スーパーマンを含む全てのクリプトン人に作用するのに加え、地球の人間にも放射性物質として影響を与える。酸素と結びつかない性質であるため隕石にもかかわらず燃え尽きることがない。
クリプトナイトがスーパーマンの弱点であることは作中の登場人物にも知られており、ヴィランではレックス・ルーサー、クリプトナイトマン、メタロなどが攻撃用に使っている。ヒーローでは原子を操る能力を持つファイヤーストームがクリプトナイトと同じ効果の放射線を生成することができる。
また、スーパーマンは信頼の証としてバットマンにクリプトナイトを「敵にマインドコントロールされ理性を失った時は対策として自分に使って欲しい」と託している。この2人の信頼関係はバットマンの「銃を使わない」というルールを破る数少ない理由の一つとして、クリプトナイトで作った弾丸を所持している。
スーパーマンの弱点の1つとして知られるクリプトナイトはギリシア神話のアキレスの踵と同様の知名度があり、文化的な面で「弱点」の代名詞となっている。

## 種類
グリーンクリプトナイト
スーパーマン、スーパーガール、スーパーボーイなどクリプトン人を弱体化させるクリプトナイト。浴び続けると体色が緑色に変化していき、最悪の場合は死に至る。また、対スーパーマン用にクリプトナイトの指輪を長年身につけていたレックス・ルーサーは癌を患っている。
レッドクリプトナイト
クリプトン人を凶悪化させる、または予測不可能な行為や現象を引き起こすクリプトナイト。
ブルークリプトナイト
スーパーマンの不完全なクローンであるビザロを弱体化させる不完全なクリプトナイト。
ホワイトクリプトナイト
あらゆる植物を死滅させるクリプトナイト。
ゴールドクリプトナイト
クリプトン人の超人的な能力を無効化させるクリプトナイト。
Xクリプトナイト
スーパーガールのペットであるストリーキーがスーパーパワーを得る切っ掛けとなったクリプトナイト。

## 他のメディア

### 映画
- スーパーマン (1978年の映画) (1978年)
- スーパーマンIII/電子の要塞 (1983年)
- スーパーマン リターンズ (2006年)
- バットマン vs スーパーマン ジャスティスの誕生 (2016年)

### ドラマ
- LOIS&CLARK/新スーパーマン (1993年-1997年)
- ヤング・スーパーマン (2001年-2011年)
- SUPERGIRL/スーパーガール (2015年-現在)

### アニメ
- スーパーマン (アニメ) (1996年-2000年)
- ザ・バットマン・スーパーマン・ムービー ～ ヒーロー頂上対決 ～ (1997年)
- バットマン・ザ・フューチャー (1999年-2001年)
- ジャスティス・リーグ (アニメ) (2001年-2004年)
- ジャスティス・リーグ・アンリミテッド (2004年-2006年)
- バットマン:ブレイブ&ボールド (2008年-2011年)
- スーパーマン/バットマン:パブリック・エネミー (2009年)
- ヤング・ジャスティス (アニメ) (2010年-現在)
- バットマン:ダークナイト・リターンズ (2013年)
- DCスーパーヒーロー・ガールズ (2015年)
- ジャスティス・リーグ・アクション (2016年-2018年)

### ゲーム
- スーパーマン 64 (1999年)
- レゴ バットマン2 DCスーパーヒーロー (2012年)
- インジャスティス:神々の激突 (2013年)
- インジャスティス2 (2017年)
- エキソマイナー (2020年)

## 文化的影響

### 楽曲
「弱点」の意味でタイトルや歌詞に引用されている。
ジェネシス - 「The Carpet Crawlers」(1975年)
「Genesis - Carpet Crawlers」 - YouTube
スピン・ドクターズ - 「Jimmy Olsen's Blues」(1991年)
「Spin Doctors - Jimmy Olsen's Blues」 - YouTube
トラビス・トリット - 「Ten Feet Tall and Bulletproof」(1994年)
「Travis Tritt - Ten Feet Tall And Bulletproof」 - YouTube
3ドアーズ・ダウン - 「Kryptonite」(2000年)
「3 Doors Down - Kryptonite」 - YouTube
ワン・ダイレクション - 「One Thing」(2012年)
「One Direction - One Thing」 - YouTube
ベラ・ソーン&ゼンデイヤ - 「Fashion Is My Kryptonite」(2012年)
「Bella Thorne, Zendaya - Fashion Is My Kryptonite」 - YouTube
ブリジット・メンドラー - 「Ready or Not」(2012年)
「Bridgit Mendler - Ready or Not」 - YouTube
ウォーク・ザ・ムーン - 「Shut Up and Dance」(2014年)
「WALK THE MOON - Shut Up and Dance」 - YouTube
ジョーディン・ケイン - 「Get Your Cape On」(2015年)
「DC Super Hero Girls - Get Your Cape On」 - YouTube
グランド - 「Kryptonite」(2024年)
「Grand - Second To None」 - YouTube

### その他
2006年の映画『スーパーマン リターンズ』でクリプトナイトの成分は「ナトリウム・リチウム・ホウ素・珪酸塩・水酸化物・フッ素」と表記され、2007年にセルビアで発見された実在の鉱物ジャダライトと成分が酷似していて話題となった。ただし、ジャダライトにはフッ素は含まれず、緑色の蛍光も示さない。